# 예레미야 버로우즈
예레미야 버로우즈(영어: Jeremiah Burroughs, 1599년 12월 11일 ~ 1646년 12월 1일)는 영국의 회중 교회주의자로 청교도 설교자이다.

## 생애
버로우즈는 임마누엘 칼리지 (케임브리지 대학교)에서 수학을 하여 1624년에 졸업을 하였다. 그는 에드먼드 칼라미 (1600년)의 사역을 도왔으며, 노워크에서 사역하였다. 1636년에 비국교도로 좌천당하여 자격을 박탈당하였다. 1637년에 로테르담에서 영국 교회의 교사로 섬겼다. 그는 웨스트민스터 총회의 회원으로 장로교에 반대하는 독립주의자였다. 1646년에 웨스트민스터 총회를 끝나고 돌아오다가 말에서 떨어진 사고로 인해 병이 악화되어 사망하였다.

## 저서
- Commentary on the Prophecy of Hosea (ISBN 1-877611-03-4)
- The Rare Jewel of Christian Contentment (ISBN 1-878442-28-7 and ISBN 0-85151-091-4)
- Learning to be Happy (ISBN 0-946462-16-X)
- The Evil of Evils: The Exceeding Sinfulness of Sin (ISBN 1-877611-48-4)
- Hope (ISBN 1-57358-171-2)
- A Treatise on Earthly-Mindedness (ISBN 1-877611-38-7)
- The Excellency of a Gracious Spirit: Delivered in a Treatise on Numbers 14:24 (ISBN 1-57358-024-4)
- Irenicum: Healing the Divisions Among God's People (ISBN 1-57358-058-9)
- The Saint's Happiness: Sermons on the Beatitudes (ISBN 99906-44-66-7 and ISBN 1-877611-00-X)
- The Saint's Treasury: Being Sundry Sermons Preached in London (ISBN 1-877611-30-1)
- Gospel Worship, Or, the Right Manner of Sanctifying the Name of God (ISBN 1-877611-12-3)
- Gospel Fear (ISBN 1-877611-31-X)
- Gospel Conversation (ISBN 1-877611-91-3)
- Gospel Revelation : Finding worth in knowing Christ (ISBN 1-56769-069-6) ,Soli Deo Gloria Publications. The Nature of God ( 3 Sermons ), The Excellency of Christ ( 6 Sermons ), The Excellency of the Soul ( 9 Sermons )
- Gospel Remission God's gracious plan to forgive sin (ISBN 1-57358-014-7) Main Text: Psalm 32:1
- Gospel Reconciliation, Or, Christ's Trumpet of Peace to the World (ISBN 1-57358-042-2)
- The saints happinesse (1660)

### 번역서
- 만족 - 그리스도인의 귀한 보물(그레이트 크리스천 클래식[1]

1. ↑  “만족 - 그리스도인의 귀한 보물(그레이트 크리스천 클래식1)” (카누리어). 2022년 1월 14일에 확인함.